# .500 Smith & Wesson Magnum
.500 Smith & Wesson Magnum (12,7×41 R) je močan revolverski naboj s sredinskim vžigom, ki je nastal v tovarni Smith & Wesson in je bil javnosti prvič predstavljen februarja 2003. Premer krogle je 12,7 mm, dolžina tulca pa 41 mm.
Naboj .500 S&W ustvari na ustju cevi 3,5 kJ energije, kar je skoraj trikrat več kot naboj .44 Magnum, ki je dolgo veljal za enega najmočnejših nabojev za kratkocevno orožje in okoli 0,8 kJ več kot naboj .454 Casull, eden najbolj priljubljenih nabojev za lov na visoko divjad s kratkocevnim orožjem.
Do leta 2006 so bili za ta naboj izdelani revolverji:
- S&W Model 500
- Magnum Research BFR
- Taurus Raging Bull
- Janz JTL-E 500

Vsi revolverji, izdelani za ta naboj, imajo boben s kapaciteto 5 nabojev, kar je nujno zaradi tega, da so stene dovolj debele, da prenesejo močno silo smodniškega polnjenja. Pri streljanju s takim orožjem pa je potrebna velika mera previdnosti zaradi močnega odsuna.